# Messerschmitt M29
Die Messerschmitt M29 war ein deutsches Sportflugzeug, das 1932 von den Flugzeugkonstrukteuren Willy Messerschmitt und Paul John Hall entworfen wurde. Den Erstflug führte Erwin Aichele am 13. April 1932 durch.

## Geschichte
Die M29 entstand 1932 als reines Wettbewerbsflugzeug für den Europarundflug im August 1932. Dafür bestellte das Reichsverkehrsministerium im Oktober 1931 sechs Maschinen, um die Erfolge der früheren Messerschmitt-Maschinen beim Europarundflug 1929 und 1930 wiederholen zu können. Die Maschine wurde in kurzer Zeit entwickelt und war kompromisslos auf Geschwindigkeit ausgelegt, wodurch es bei der Erprobung zu Problemen kam. So brachen kurz hintereinander bei Flügen am 8. und 9. August 1932 bei der ersten M29 (D–2259) und der D–2308 das Höhenleitwerk, wodurch es zu tödlichen Abstürzen und zum Ausschluss vom Wettbewerb kam. Die restlichen Maschinen wurden daraufhin entsprechend verstärkt. Eine der Maschinen (D–2306) erhielt einen Siebenzylinder-Sternmotor Siemens & Halske Sh 14A mit 110 kW (150 PS) und eine NACA-Motorverkleidung, was eine ähnliche Höchstgeschwindigkeit wie die der M29 erlaubte, sowie die Bezeichnung M29b. Die Maschine D–2309 stürzte bei Testflügen für Längsstabilitätsmessungen am 14. Juni 1934 in Berlin-Adlershof aus etwa 100 m Höhe ab, wobei auch hier der Pilot Otto Seeberg ums Leben kam.

## Konstruktion
Die M29 war ein einmotoriger, zweisitziger Tiefdecker in Gemischtbauweise. Sie verfügte über Landeklappen und Pendelhöhenruder und ein freitragendes Einbeinfahrgestell. Als Motor kam ein Argus-As-8-R-Reihenmotor mit 110 kW (150 PS) zum Einsatz.

## Technische Daten

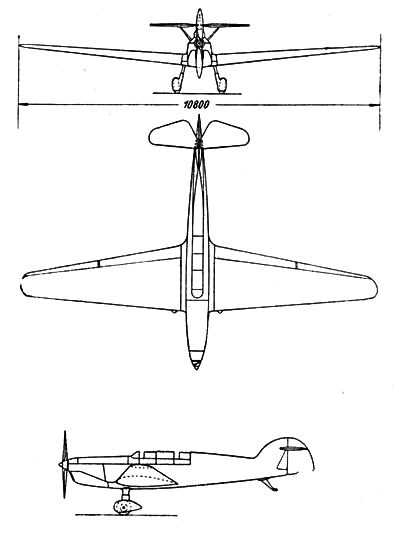
Dreiseitenansicht

| Kenngröße             | Daten M-29                           |
| --------------------- | ------------------------------------ |
| Besatzung             | 2                                    |
| Länge                 | 7,9 m                                |
| Spannweite            | 11,0 m                               |
| Höhe                  | 2,00 m                               |
| Flügelfläche          | 14,5 m²                              |
| Flügelstreckung       | 8,3                                  |
| Leermasse             | 390 kg                               |
| Startmasse            | 700 kg                               |
| Höchstgeschwindigkeit | 260 km/h                             |
| Reisegeschwindigkeit  | 220 km/h                             |
| Dienstgipfelhöhe      | 6000 m                               |
| Reichweite            | 700 km                               |
| Triebwerke            | ein Argus As 8 R mit 150 PS (110 kW) |